# Rogiera gratissima
Rogiera gratissima är en måreväxtart som beskrevs av Jean Jules Linden. Rogiera gratissima ingår i släktet Rogiera och familjen måreväxter. Inga underarter finns listade i Catalogue of Life.